# Riviera (sèrie de televisió)
Riviera és una sèrie de televisió de 260 capítols de 26 minuts emesa des de l'1 de juliol de 1991 a TF1. S'ha doblat al català per TV3.

## Producció
Riviera és la primera telenovel·la europea venuda a Rete 4 (Itàlia), Studio Hamburg (Alemanya), Granada Television (Gran Bretanya) i la Federació d'Organismes de Ràdio i Televisió Autonòmics. Es va rodar als estudis de Bry-sur-Marne. El projecte el van posar en marxa Pierre-Marie Guiollot, Alain Laurens i Vincent Nègre de l'agència de publicitat Lintas-Paris. L'agència ja havia distribuït els concursos televisius Jeopardy! i Wheel of Fortune a diversos països europeus. La sèrie va ser coproduïda per EC Télévision, filial de Lintas-Paris i McCann Erickson, i TF1 sense cedir el seu espai publicitari. La Une va finançar-la, per tant, amb 110 milions de francs.

## Sinopsi
Una llarga dinastia de perfumistes, els Courcey, viu una vida daurada a Cap Riviera. Al seu voltant, l'odi i la passió animen unes relacions humanes minades per l'atracció del poder.

## Repartiment
- Sarah de Saint-Hubert: Béatrice de Courcey
- Xavier Deluc: Christophe
- Jeane Manson: Sybela Covington
- Pavel Douglas: Edward Covington
- Christiane Jean: Gabriella
- Jean-Denis Monory: Nicolas
- Agnès Valle: Chloé
- Michel Albertini: Daniel
- Henri Serre: Laurent de Courcey
- Bradley Cole: Sam
- Gaëlle Legrand: Denise
- Pascale Petit: Antoinette

## Equip i estrena
Les històries estan escrites per Leona Blair, l'autora de Privilege i World of Difference. L'adaptació va ser dirigida per Addie Walsh, qui va escriure la telenovel·la estatunidenca Guiding Light. El repartiment està format per actors francesos, anglesos, espanyols i italians. La telenovel·la es va emetre diàriament a partir de l'1 de juliol de 1991 a les 18 h. Després de diversos episodis, no va tenir èxit i els següents episodis van quedar relegats a 6 del matí. La sèrie va ser retransmesa íntegrament al matí des de l'inici del curs escolar de 1994, complementada amb nous episodis.

## Polèmica
El fet que TF1 tingués l'autorització de la Consell Superior de l'Audiovisual per qualificar Riviera com a sèrie francesa, encara que es va rodar en anglès, va ser objecte de polèmica a l'⁣Assemblea Nacional i al Senat francès.